# Perrea
Perrea è un singolo del rapper argentino Duki, pubblicato il 2 gennaio 2020.

## Tracce
1. Perrea – 3:24